# الأحواد (الحيمة الداخلية)

تعديل مصدري - تعديل

الأحواد هي إحدى قرى عزلة الجدعان بمديرية الحيمة الداخلية التابعة لمحافظة صنعاء، بلغ تعداد سكانها 83 نسمة حسب تعداد اليمن لعام 2004.